# الانتخابات العامة لألمانيا الشرقية، 1990
أجريت الانتخابات التشريعية في جمهورية ألمانيا الديمقراطية ( ألمانيا الشرقية ) في 18 آذار / مارس 1990. كانت الانتخابات البرلمانية الحرة الوحيدة في جمهورية ألمانيا الديمقراطية وأول انتخابات حرة حقًا أجريت في ذلك الجزء من ألمانيا منذ عام 1932. تم انتخاب أربعمائة نائب لفولكسكامر.
كانت الكتلة الأكبر هي التحالف من أجل ألمانيا، بقيادة فرع ألمانيا الشرقية للاتحاد الديمقراطي المسيحي ويعمل على منصة إعادة التوحيد السريع مع الغرب. كان الوصيف فرع ألمانيا الشرقية للحزب الاشتراكي الديمقراطي في ألمانيا، والذي تم إعادة إنشائه قبل ستة أشهر فقط. خاض حزب الوحدة الاشتراكي الألماني السابق، الذي أعيد تسميته حزب الاشتراكية الديمقراطية، انتخابات حرة لأول مرة على الإطلاق وانتهى في المركز الثالث.
جاء التحالف بقليل من المقاعد الـ 201 اللازمة للحكم بمفرده. دعا وثار دي ميزير، المرشح الأوائل ليصبح أول رئيس وزراء منتخب بحرية في ألمانيا الشرقية، الحزب الديمقراطي الاجتماعي للانضمام إلى شركائه في التحالف - الصحوة الديمقراطية (DA) والاتحاد الاجتماعي الألماني (DSU) - في ائتلاف كبير.

## النتائج
|                                                  |                                   |                                   |                                   |            |      |         |      |
| حفل                                              | حفل                               | حفل                               | حفل                               | الأصوات    | ٪    | المقاعد | +/–  |
|                                                  | التحالف من أجل ألمانيا            |                                   | الاتحاد الديمقراطي المسيحي        | 4،710،598  | 40.8 | 163     | +111 |
|                                                  | التحالف من أجل ألمانيا            | الاتحاد الاجتماعي الألماني        | 727،730                           | 6.3        | 25   | جديد    |      |
|                                                  | التحالف من أجل ألمانيا            | الصحوة الديمقراطية                | 106،146                           | 0.9        | 4    | جديد    |      |
| مجموع                                            | مجموع                             | 5،544،474                         | 48.0                              | 192        | جديد |         |      |
|                                                  | الحزب الاشتراكي الديمقراطي        | الحزب الاشتراكي الديمقراطي        | الحزب الاشتراكي الديمقراطي        | 2،525،534  | 21.9 | 88      | جديد |
|                                                  | حزب الاشتراكية الديمقراطية        | حزب الاشتراكية الديمقراطية        | حزب الاشتراكية الديمقراطية        | 1،892،381  | 16.4 | 66      | –39  |
|                                                  | رابطة الديمقراطيين الأحرار        | رابطة الديمقراطيين الأحرار        | رابطة الديمقراطيين الأحرار        | 608.935    | 5.3  | 21      | –31  |
|                                                  | التحالف 90                        | التحالف 90                        | التحالف 90                        | 336،074    | 2.9  | 12      | جديد |
|                                                  | حزب المزارعين الديمقراطي          | حزب المزارعين الديمقراطي          | حزب المزارعين الديمقراطي          | 251،226    | 2.2  | 9       | –43  |
|                                                  | حزب الخضر - جمعية المرأة المستقلة | حزب الخضر - جمعية المرأة المستقلة | حزب الخضر - جمعية المرأة المستقلة | 226،932    | 2.0  | 8       | جديد |
|                                                  | الحزب الوطني الديمقراطي           | الحزب الوطني الديمقراطي           | الحزب الوطني الديمقراطي           | 44292      | 0.4  | 2       | –50  |
|                                                  | رابطة المرأة الديمقراطية          | رابطة المرأة الديمقراطية          | رابطة المرأة الديمقراطية          | 38192      | 0.3  | 1       | –31  |
|                                                  | يونايتد يسار                      | يونايتد يسار                      | يونايتد يسار                      | 20342      | 0.2  | 1       | جديد |
| الأطراف الأخرى                                   | الأطراف الأخرى                    | الأطراف الأخرى                    | الأطراف الأخرى                    | 52773      | 0.5  | 0       | –133 |
| أصوات فارغة / غير صالحة                          | أصوات فارغة / غير صالحة           | أصوات فارغة / غير صالحة           | أصوات فارغة / غير صالحة           | 33263      | -    | -       | -    |
| مجموع                                            | مجموع                             | مجموع                             | مجموع                             | 11541155   | 100  | 400     | –100 |
| الناخبون المسجلون / الإقبال                      | الناخبون المسجلون / الإقبال       | الناخبون المسجلون / الإقبال       | الناخبون المسجلون / الإقبال       | 12،426،443 | 93.4 | -       | -    |
| المصدر: Pridham & Vanhanen، Nohlen & Stöver، IPU |                                   |                                   |                                   |            |      |         |      |

| \| Popular Vote \| Popular Vote \| Popular Vote \| Popular Vote \| Popular Vote \| \| ------------ \| ------------ \| ------------ \| ------------ \| ------------ \| \| \| \| \| \| \| |  |  |  |  |
| Popular Vote |  |  |  |  |
| |  |  |  |  |

| \| Volkskammer seats \| Volkskammer seats \| Volkskammer seats \| Volkskammer seats \| Volkskammer seats \| \| ----------------- \| ----------------- \| ----------------- \| ----------------- \| ----------------- \| \| \| \| \| \| \| |  |  |  |  |
| Volkskammer seats |  |  |  |  |
| |  |  |  |  |